# Srivaikuntam
Srivaikuntam (ook wel Tiruvaikuntam genoemd) is een panchayatdorp in het district Thoothukudi van de Indiase staat Tamil Nadu. 

## Demografie
Volgens de Indiase volkstelling van 2001 wonen er 16.214 mensen in Srivaikuntam, waarvan 48% mannelijk en 52% vrouwelijk is. De plaats heeft een alfabetiseringsgraad van 77%. 